# Chyjice
Chyjice är en by i distriktet Jičín, Hradec Králové, Tjeckien. 2006 fanns det 145 invånare i byn. Den omnämns i skrift först 1323. Byn är belägen i en dal vid floden Mrlina. Det finns stora fyndigheter av kalk.